# Curu
Curu (japánul 都留市, átírással Curu-si) japán település Jamanasi prefektúrában. 2015. szeptember 1-jén a város lakossága 31 547 fő, népsűrűsége 195,2 fő/km² volt. Teljes területe 161,63 km².
A várost 1954. április 29-én alapították.

## Népesség
| Lakosok száma | 33 588 | 32 002 | 30 193 |
|               | 2010   | 2015   | 2021   |